# 普勒欧萨尔
普勒欧萨尔（法語：Preux-au-Sart，法語發音：[pʁø o saʁ]）是法国上法兰西大区北部省的一个市镇，位于该省东部，属于埃尔普河畔阿韦讷区。

## 地理
普勒欧萨尔（50°17'1"N, 3°41'14"E）面积5.09 平方千米，位于法国上法蘭西大區北部省，该省份为法国最北部的省份及最长的省份，西北濒北海，西接加来海峡省，南至埃纳省和索姆省，东与比利时接壤。
与普勒欧萨尔接壤的市镇（或旧市镇、城区）包括：小瓦尔尼、圣瓦斯特、弗拉努瓦、戈姆尼。

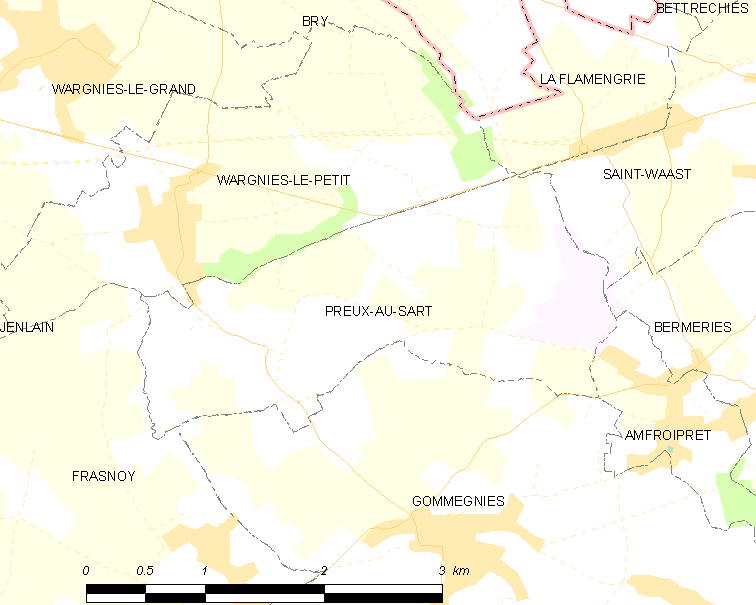
普勒欧萨尔的OSM定位图

普勒欧萨尔的时区为UTC+01:00、UTC+02:00（夏令时）。

## 行政
普勒欧萨尔的邮政编码为59144，INSEE市镇编码为59473。

## 政治
普勒欧萨尔所属的省级选区为欧努瓦-艾姆里县。

## 人口

1962-2008年间普勒欧萨尔人口变化图示

普勒欧萨尔于2022年1月1日时的人口数量为302人。